# Солнечное затмение 22 июля 1990 года
Солнечное затмение 22 июля 1990 года — полное солнечное затмение 126 сароса, которое можно было увидеть в СССР (на северо-западе современной Эстонии и на севере современной России), в Финляндии и в США.
Максимальная фаза затмения составила 1,0391 и достигла своего максимума в 03:03:07 UTC. Максимальная длительность полной фазы — 2 минуты и 33 секунды, а лунная тень на земной поверхности достигла ширины 201 км. Следующее затмение данного сароса произошло 1 августа 2008 года.
Данное затмение стало вторым солнечным затмением в 1990-х годах и 205-м затмением XX века. Предыдущее солнечное затмение произошло 26 января 1990 года, а следующее — 15 января 1991 года.